# Rattus halmaheraensis
Rattus halmaheraensis — вид пацюків, ендемічний для острова Халмахера в Індонезії.